# Meadowbrook (Wisconsin)
Meadowbrook es un pueblo ubicado en el condado de Sawyer en el estado estadounidense de Wisconsin. En el Censo de 2010 tenía una población de 131 habitantes y una densidad poblacional de 1,39 personas por km².

## Geografía
Meadowbrook se encuentra ubicado en las coordenadas 45°40′31″N 91°7′58″O / 45.67528, -91.13278. Según la Oficina del Censo de los Estados Unidos, Meadowbrook tiene una superficie total de 94.06 km², de la cual 93.33 km² corresponden a tierra firme y (0.77%) 0.73 km² es agua.

## Demografía
Según el censo de 2010, había 131 personas residiendo en Meadowbrook. La densidad de población era de 1,39 hab./km². De los 131 habitantes, Meadowbrook estaba compuesto por el 98.47% blancos, el 0% eran afroamericanos, el 0% eran amerindios, el 0.76% eran asiáticos, el 0% eran isleños del Pacífico, el 0% eran de otras razas y el 0.76% pertenecían a dos o más razas. Del total de la población el 0% eran hispanos o latinos de cualquier raza.